# مطار إشكاشم
مطار إشكاشم (بالإنجليزية: Eshkashem Airport)‏ (إيكاو: OAEM) هو مطار مخصص للاستخدام العام يقع بالقرب من إشكاشم، بدخشان في أفغانستان.

## روابط خارجية
- سجل المطار لمطار أشكاشم في Landings.com.